# Бересток (село)
Бересто́к (колишня назва — Берестя) — село в Україні, у Заліщицькій міській громаді Чортківського району Тернопільської області. Розташоване на півдні району.
Підпорядковувалося Угриньківській сільраді (до 2020 року). Населення становить 223 особи (2001).

## Історія
Село засноване в 1806 році, належало до громади Гиньківці, домінії Гиньківці, циркулу Чортків, Королівства Галичини та Володимирії.
Перша писемна згадка — 1806. 1900 в селі проживало 188 осіб.
На 1 січня 1939 року село належало до Заліщицького повіту Тернопільського воєводства, у селі мешкало 300 осіб, з них 180 українців-греко-католиків, 90 українців-римокатоликів і 30 польських колоністів міжвоєнного періоду.
12 червня 2020 року, відповідно до розпорядження Кабінету Міністрів України № 724-р «Про визначення адміністративних центрів та затвердження територій територіальних громад Тернопільської області» увійшло до складу Заліщицької міської громади.
19 липня 2020 року, в результаті адміністративно-територіальної реформи та ліквідації Заліщицького району, увійшло до складу новоутвореного Чортківського району.

## Населення

### Мова
Розподіл населення за рідною мовою за даними перепису 2001 року:
| Мова       | Кількість | Відсоток |
| ---------- | --------- | -------- |
| українська | 223       | 100%     |

## Релігія
В поселенні в 1992 році була побудована Церква Пресвятої Трійці (мурована, УГКЦ).

## Пам'ятники
Встановлено пам'ятний хрест на честь проголошення незалежності України (1990-ті).

## Соціальна сфера
Діють загальноосвітня школа І ступеня, бібліотека.

## Відомі люди
Народилися
- Іван Волочій (1995—2022) — український військовик[6].
- Василь Облещук (1958—2021) — український правник, громадський діяч, начальник УМВС у Тернопільській області.

## Галерея

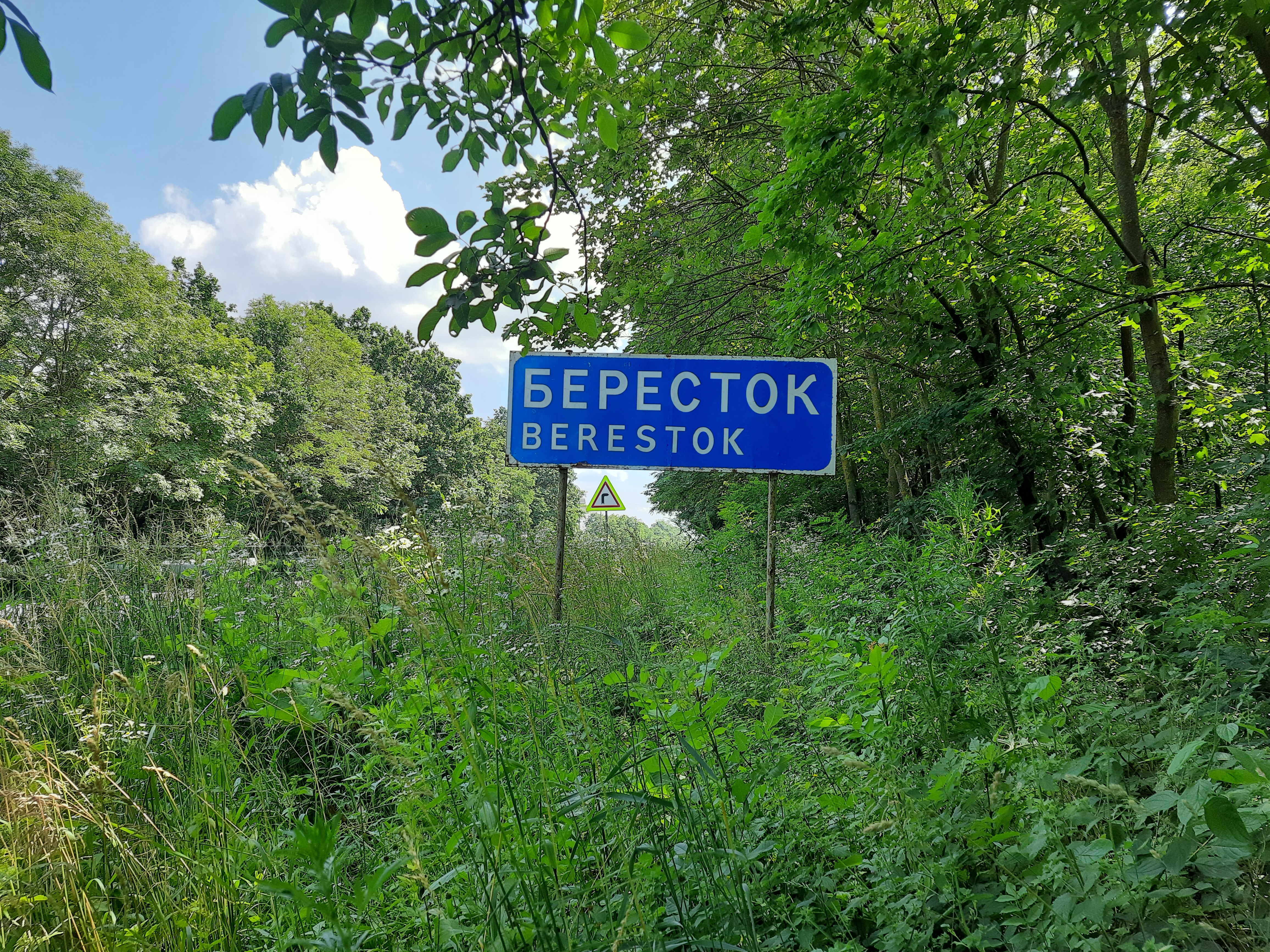
Дорожній знак при в'їзді в село
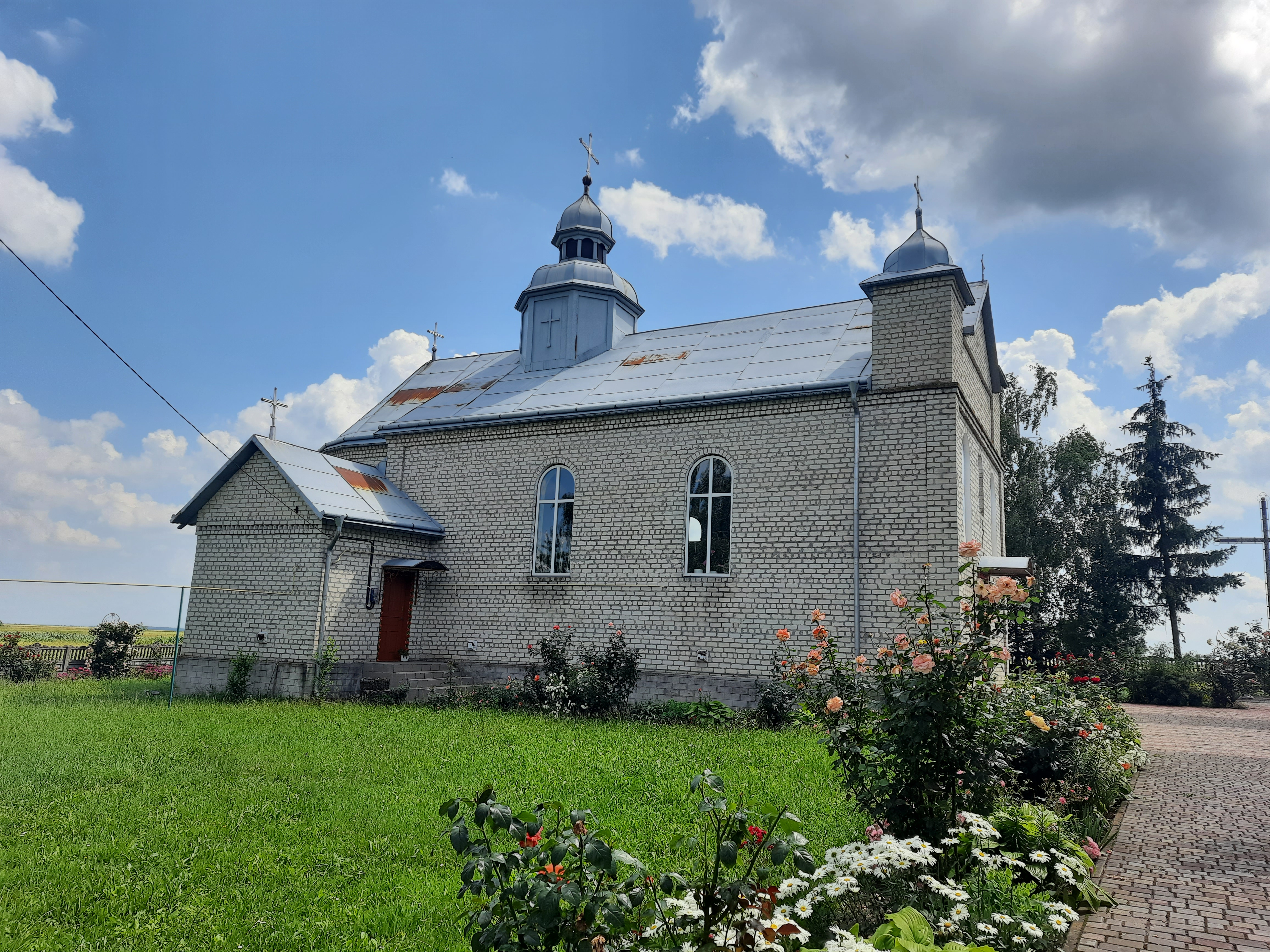
Церква Трьох Святих
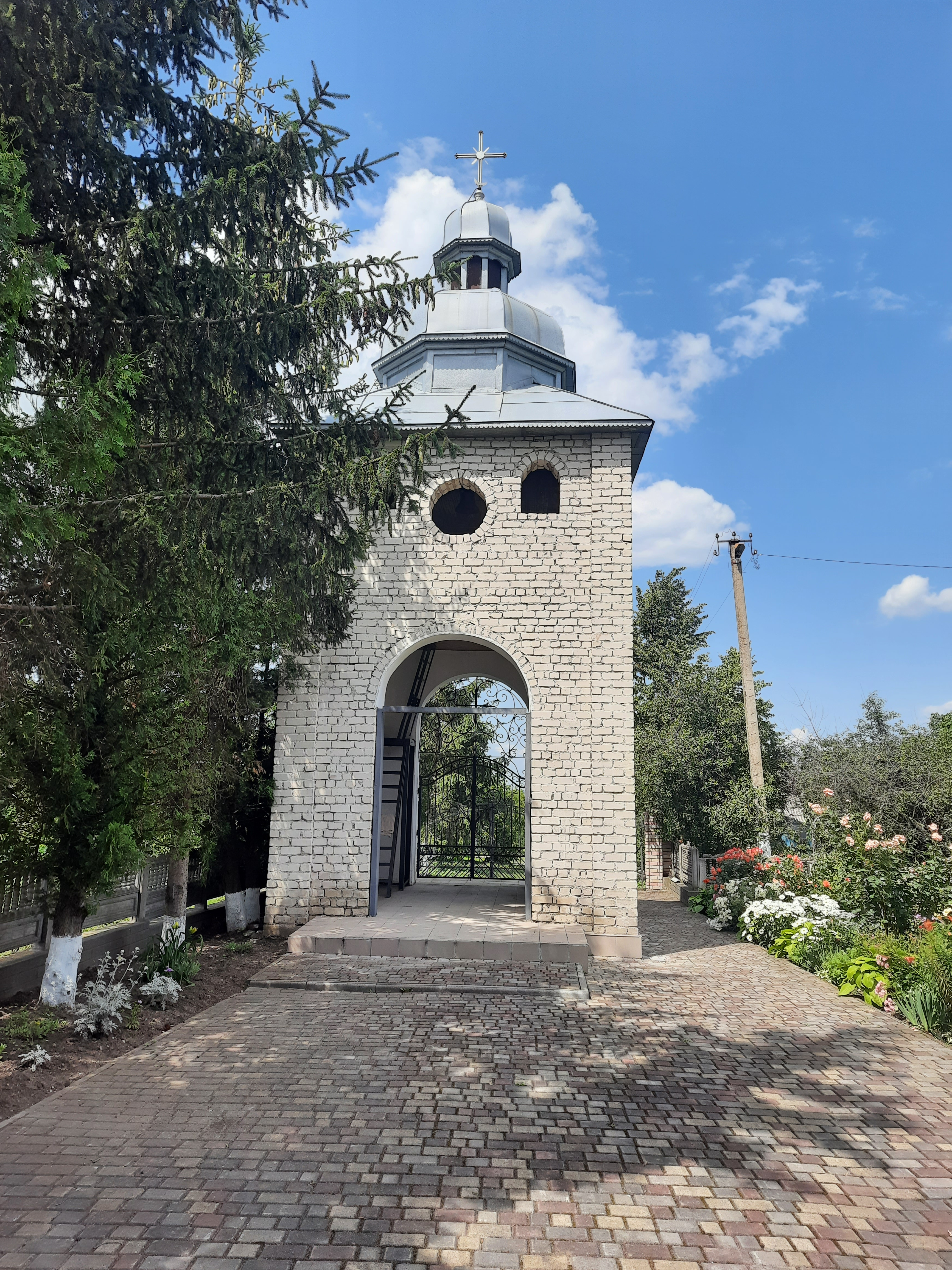
Церковна дзвіниця
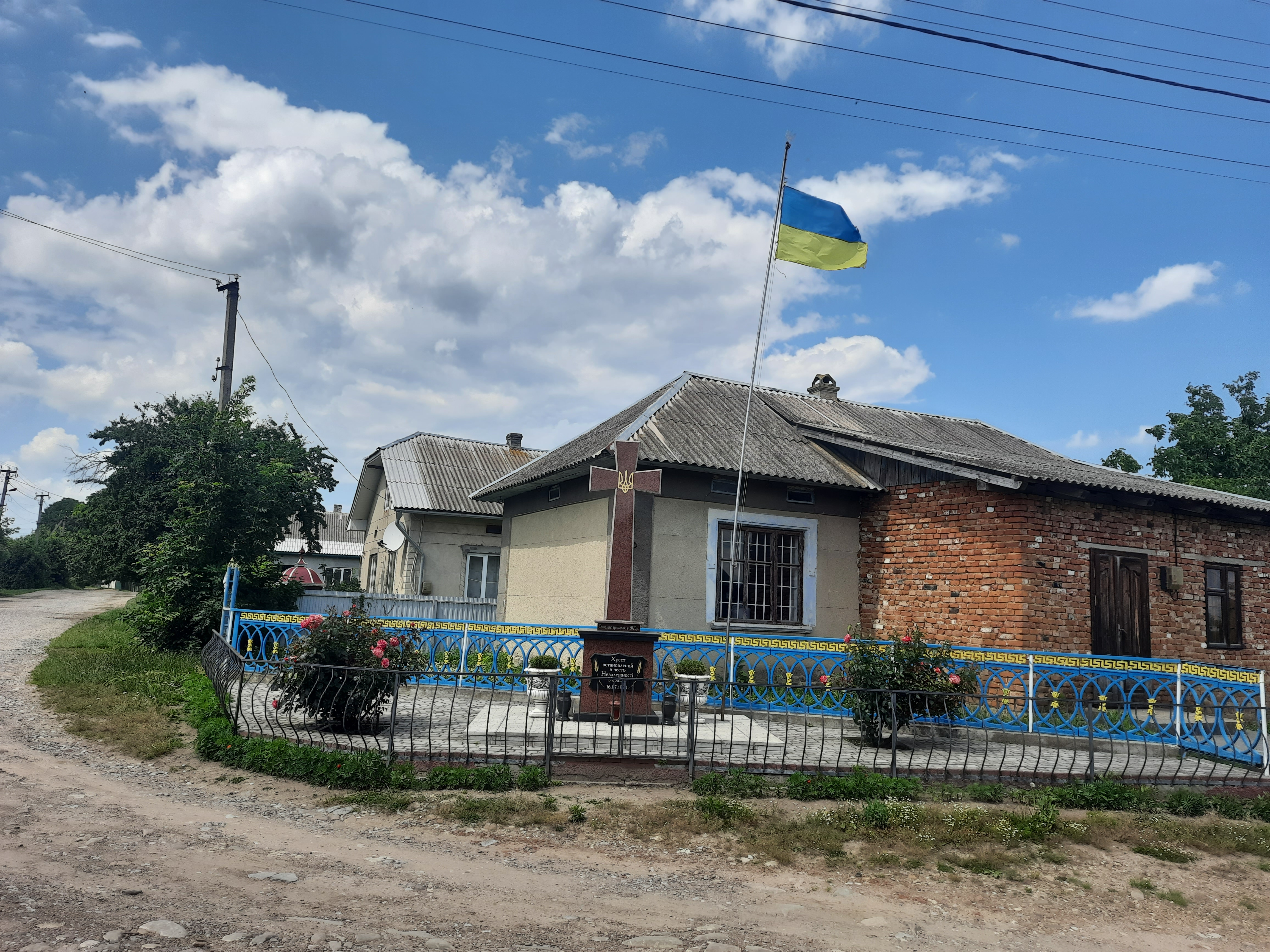
Пам’ятний хрест на честь проголошення Незалежності України
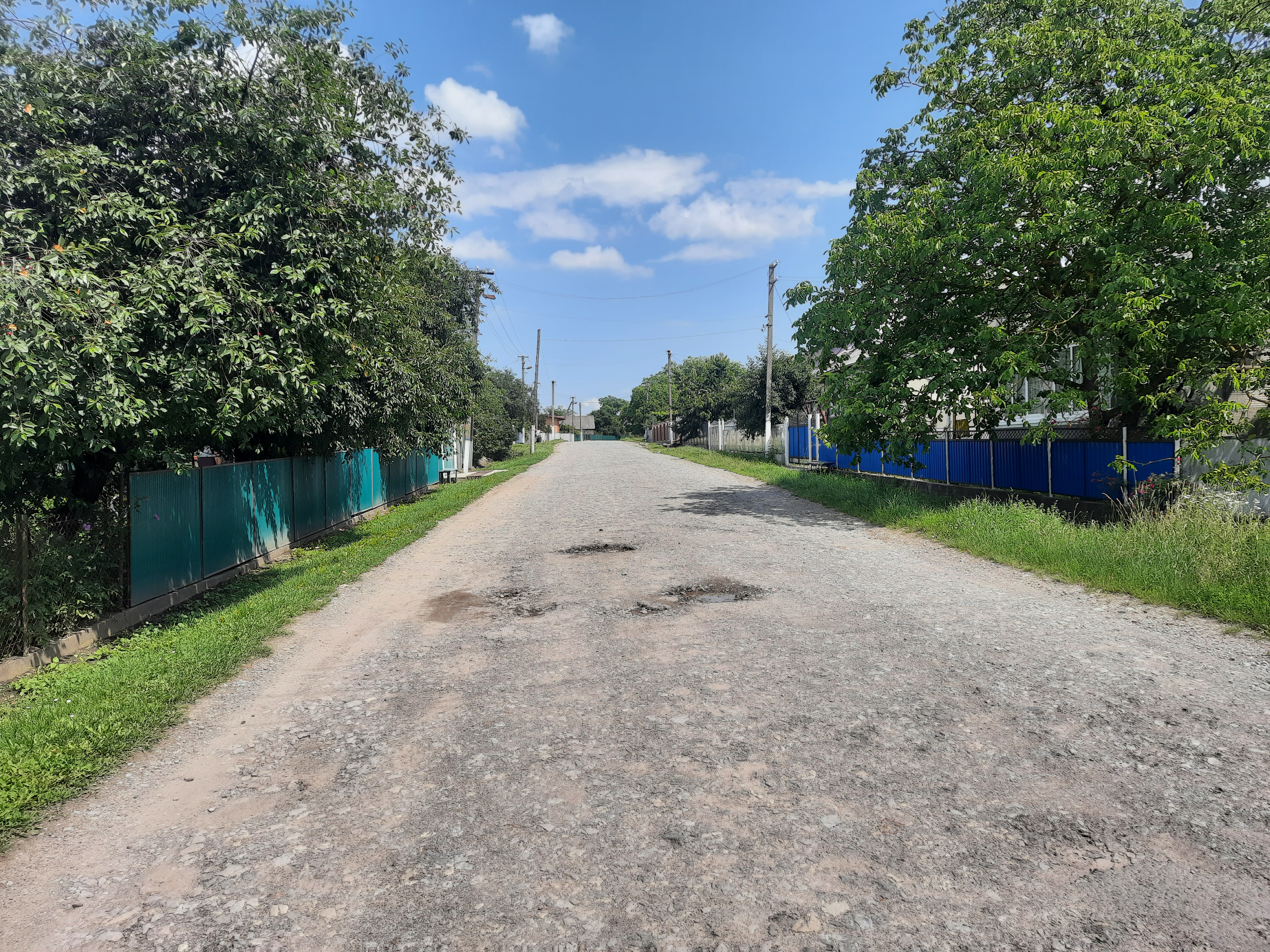
Сільська вулиця